# Marcel Coole
Marcel Jozef Coole (Kortrijk, 21 augustus 1913 – Koksijde, 11 februari 2000) was een Vlaams dichter en toneelschrijver.

## Levensloop
Coole was een zoon van Jozef Coole, een lokale dichter van volkse liederen en politieke strijdliederen.
Hij studeerde aan de rijksmiddelbare school in Kortrijk en daarna aan de rijksnormaalschool in Gent, waar hij onder meer Achilles Mussche tot leraar had. Zijn eerste verzen plaatste hij in studententijdschriften en weekbladen. In 1933 gaf hij samen met Abdon Desmedt een eerste verzenbundel uit.
Afgestudeerd in 1934 als regent Germaanse talen, was hij gedurende enkele maanden studiemeester in Brugge en verrichtte zijn legerdienst.
In 1937 werd hij literair commentator voor de radio (NIR) en vervolgens hoofd van de Literair en Dramatische Uitzendingen. Ten slotte werd hij  directeur van de instructieve programma's van radio en televisie en directeur van de gewestelijke omroepen. Van 1936 tot 1946 publiceerde hij verschillende dichtbundels. In de jaren vijftig ging hij zich intensief toeleggen op toneelwerk. In 1957 volgde nog de dichtbundel Kaluwa, een bundel met realistische Congopoëzie. Van 1957 tot 1967 trad een literaire pauze in.
In 1967 luidde hij een nieuwe periode in zijn dichterlijke productie in, waarbij hij eigentijdse beelden in een vrije vorm goot.

## Andere activiteiten
- Samen met Johan Daisne en Luc van Brabant stichtte hij het tweemaandelijks poëzietijdschrift Klaver(en)drie, (van september 1937 tot en met januari 1948).
- Redacteur van 'De Spiegel' (1945-1946).
- Redacteur van het Nieuw Vlaams Tijdschrift.
- Redacteur van Diogenes.
- Voorzitter van de Vereniging van Vlaamse letterkundigen.

## Publicaties
- (Samen met Abdon Desmedt) Zoeklichten, 1933.
- Licht en schaduw, een verhalend gedicht, 1936.
- De zonneblinde ruiters, episch gedicht, 1937.
- De minnaars van Teruel, episch gedicht, 1938.
- Moederschap, 1939.
- Vaarwel..., 1941.
- Loutering, 1941.
- Het gevecht met het hart, 1943.
- Ballade van den eeuwigen vrede, 1943.
- Het hart op de hand, bloemlezing, 1944.
- Dichterschap, 1945.
- Eurudike, 1946.
- Achnaton, toneelstuk, gecreëerd in de K.N.S., 1953.
- Dit moeilijke leven, toneel, 1953.
- Kid Cycloon, komedie, gecreëerd in de K.N.S., 1955.
- Laat de doden slapen, toneel, gepubliceerd in het Nieuw Vlaams Tijdschrift, 1956.
- Kaluwa, dichtbundel, 1957.
- Centrifugaal, dichtbundel, 1969.
- Schuilen onder de regenboog, gedichten, 1973.
- Verzamelde gedichten, met een inleiding door Jan Vercammen, 1980.
- Broeder Woord, gedichten, 1982.

## Bekroningen
- 1954: Nestor De Tièreprijs voor Dit moeilijke leven.
- 1957: Driejaarlijkse prijs Koloniale Letterkunde voor Kaluwa.
- 1969: Poëzieprijs Heideland voor Centrifugaal.